# Fred Sinowatz
Alfred "Fred" Sinowatz, född 5 februari 1929 i Neufeld an der Leitha i Burgenland, död 11 augusti 2008 i Wien, var en österrikisk politiker av kroatiskt ursprung. Han var förbundskansler 1983–1986 och partiledare för socialdemokraterna (SPÖ) 1983–1988. Dessförinnan hade han varit utbildningsminister 1971–1983 och vice kansler under Bruno Kreisky 1981–1983.